# Zápas na Letních olympijských hrách 1976 – muži, volný styl do 48 kg
Zápas ve volném stylu ve váhové kategorii do 48 kg probíhal na Letních olympijských hrách 1976 v Montréalu, v multifunkční hale Maurice Richard Arena. O medaile se utkalo celkem 18 zápasníků.

## Turnajové výsledky
Za prohru zápasníci získávají záporné body. 6 bodů vyřazuje zápasníka z dalších bojů. Poté, co zbývají poslední tři borci, utkají se tito ve finálovém kole o medaile.
Legenda
- TF — Lopatkové vítězství
- IN — Vítězství pro soupeřovo zranění
- DQ — Vítězství pro soupeřovu pasivitu
- D1 — Vítězství pro soupeřovu pasivitu, vítěz taktéž napomínán
- D2 — Oba zápasníci diskvalifikováni pro pasivitu
- FF — Kontumační vítězství
- DNA — Soupeř nenastoupil
- TPP — Trestné body celkem
- MPP — Trestné body za zápas

Sankce
- 0 - Lopatkové vítězství, technická převaha, pro pasivitu, zranění soupeře, nenastoupení
- 0,5 - Výhra na body, 8-11 bodů rozdíl
- 1 - Výhra na body, 1-7 bodů rozdíl
- 2 - Výhra pro pasivitu, vítěz taktéž napomínán
- 3 - Prohra na body, 1-7 body rozdíl
- 3,5 - Prohra na body, 8-11 bodů rozdílu
- 4 - Prohra lopatková, technickou převahu, pro pasivitu, zranění, nenastoupení

### Kolo 1
| TPP | MPP |                            | Score     |                          | MPP | TPP |
| --- | --- | -------------------------- | --------- | ------------------------ | --- | --- |
| 4   | 4   | John de Jesus (PUR)        | TF / 2:13 | Gombyn Chišigbátar (MGL) | 0   | 0   |
| 4   | 4   | Constantin Alexandru (ROU) | TF / 7:52 | Kuddusi Özdemir (TUR)    | 0   | 0   |
| 4   | 4   | William Rosado (USA)       | TF / 5:35 | Roman Dmitrijev (URS)    | 0   | 0   |
| 3   | 3   | Mihály Gyulai (HUN)        | 4 - 10    | Ray Takahashi (CAN)      | 1   | 1   |
| 4   | 4   | Miguel Alonso (CUB)        | 8 - 25    | Chasan Isajev (BUL)      | 0   | 0   |
| 0   | 0   | Sobhan Rouhi (IRI)         | TF / 6:15 | Jorge Frías (MEX)        | 4   | 4   |
| 3   | 3   | Kim Hwa-Kyung (KOR)        | 10 - 11   | Li Yong-Nam (PRK)        | 1   | 1   |
| 4   | 4   | Claudio Pollio (ITA)       | TF / 7:14 | Akira Kudo (JPN)         | 0   | 0   |
| 4   | 4   | Jürgen Möbius (GDR)        | TF / 4:55 | Willi Heckmann (FRG)     | 0   | 0   |

### Kolo 2
| TPP | MPP |                            | Score     |                       | MPP | TPP |
| --- | --- | -------------------------- | --------- | --------------------- | --- | --- |
| 8   | 4   | John de Jesus (PUR)        | TF / 1:56 | Kuddusi Özdemir (TUR) | 0   | 0   |
| 1   | 1   | Gombyn Chišigbátar (MGL)   | 13 - 11   | William Rosado (USA)  | 3   | 7   |
| 0   | 0   | Roman Dmitrijev (URS)      | TF / 8:00 | Mihály Gyulai (HUN)   | 4   | 7   |
| 4.5 | 3.5 | Ray Takahashi (CAN)        | 2 - 13    | Miguel Alonso (CUB)   | 0.5 | 4.5 |
| 0   | 0   | Chasan Isajev (BUL)        | TF / 5:35 | Sobhan Rouhi (IRI)    | 4   | 4   |
| 8   | 4   | Jorge Frías (MEX)          | TF / 2:31 | Kim Hwa-Kyung (KOR)   | 0   | 3   |
| 1   | 0   | Li Yong-Nam (PRK)          | 35 - 7    | Claudio Pollio (ITA)  | 4   | 8   |
| 0   | 0   | Akira Kudo (JPN)           | DQ / 6:50 | Jürgen Möbius (GDR)   | 4   | 8   |
| 0   |     | Willi Heckmann (FRG)       |           | Bye                   |     |     |
| 4   |     | Constantin Alexandru (ROU) |           | DNA                   |     |     |

### Kolo 3
| TPP | MPP |                       | Score     |                          | MPP | TPP |
| --- | --- | --------------------- | --------- | ------------------------ | --- | --- |
| 4   | 4   | Willi Heckmann (FRG)  | TF / 7:24 | Gombyn Chišigbátar (MGL) | 0   | 1   |
| 4   | 4   | Kuddusi Özdemir (TUR) | DQ / 7:00 | Roman Dmitrijev (URS)    | 0   | 0   |
| 8.5 | 4   | Ray Takahashi (CAN)   | 3 - 18    | Chasan Isajev (BUL)      | 0   | 0   |
| 8.5 | 4   | Miguel Alonso (CUB)   | 11 - 38   | Kim Hwa-Kyung (KOR)      | 0   | 0   |
| 5   | 1   | Sobhan Rouhi (IRI)    | 14 - 13   | Li Yong-Nam (PRK)        | 3   | 4   |
| 0   |     | Akira Kudo (JPN)      |           | Bye                      |     |     |

### Kolo 4
| TPP | MPP |                          | Score     |                       | MPP | TPP |
| --- | --- | ------------------------ | --------- | --------------------- | --- | --- |
| 0   | 0   | Akira Kudo (JPN)         | 25 - 2    | Willi Heckmann (FRG)  | 4   | 8   |
| 2   | 1   | Gombyn Chišigbátar (MGL) | 11 - 11   | Kuddusi Özdemir (TUR) | 3   | 7   |
| 1   | 1   | Roman Dmitrijev (URS)    | 9 - 7     | Chasan Isajev (BUL)   | 3   | 3   |
| 9   | 4   | Sobhan Rouhi (IRI)       | TF / 2:37 | Kim Hwa-Kyung (KOR)   | 0   | 3   |
| 4   |     | Li Yong-Nam (PRK)        |           | Bye                   |     |     |

### Kolo 5
| TPP | MPP |                          | Score     |                       | MPP | TPP |
| --- | --- | ------------------------ | --------- | --------------------- | --- | --- |
| 8   | 4   | Li Yong-Nam (PRK)        | 2 - 16    | Akira Kudo (JPN)      | 0   | 0   |
| 6   | 4   | Gombyn Chišigbátar (MGL) | TF / 4:16 | Roman Dmitrijev (URS) | 0   | 1   |
| 4   | 1   | Chasan Isajev (BUL)      | 16 - 13   | Kim Hwa-Kyung (KOR)   | 3   | 6   |

### Finále
Výsledky z předchozích kol se započítávají do finále (žlutě zvýrazněno)
| TPP | MPP |                       | Score     |                       | MPP | TPP |
| --- | --- | --------------------- | --------- | --------------------- | --- | --- |
|     | 1   | Roman Dmitrijev (URS) | 9 - 7     | Chasan Isajev (BUL)   | 3   |     |
|     | 4   | Akira Kudo (JPN)      | D2 / 8:00 | Roman Dmitrijev (URS) | 4   | 5   |
| 3   | 0   | Chasan Isajev (BUL)   | DQ / 7:06 | Akira Kudo (JPN)      | 4   | 8   |

## Finálové pořadí
1. Chasan Isajev (BUL)
2. Roman Dmitrijev (URS)
3. Akira Kudo (JPN)
4. Gombyn Chišigbátar (MGL)
5. Kim Hwa-Kyung (KOR)
6. Li Yong-Nam (PRK)
7. Kuddusi Özdemir (TUR)
8. Willi Heckmann (FRG)